# David di Donatello per il miglior film internazionale
Il David di Donatello per il miglior film internazionale, conosciuto fino all'edizione 2021 come David di Donatello per il miglior film straniero, è un premio cinematografico assegnato annualmente nell'ambito dei David di Donatello, a partire dall'edizione del 1959, con l'eccezione delle edizioni del 1960, 1961, di quelle dal 1965 al 1971 e di quella del 1981.
A partire dall’'edizione del 2019 racchiude anche i film che prima sarebbero appartenuti alla categoria del Miglior film dell'Unione europea.

## Vincitori e candidati
I vincitori sono indicati in grassetto.
Anni 1959-1969
- 1959: Gigi, regia di Vincente Minnelli
- 1960: Non assegnato
- 1961: Non assegnato
- 1962: Vincitori e vinti (Judgment at Nuremberg), regia di Stanley Kramer
- 1963: Il giorno più lungo (The Longest Day), regia di Darryl F. Zanuck
- 1964: Lawrence d'Arabia, regia di David Lean
- 1965: Non assegnato
- 1966: Non assegnato
- 1967: Non assegnato
- 1968: Non assegnato
- 1969: Non assegnato

Anni 1970
- 1970: Non assegnato
- 1971: Non assegnato
- 1972: Il braccio violento della legge (The French Connection), regia di William Friedkin
- 1973: Il padrino (The Godfather), regia di Francis Ford Coppola
- 1974: Jesus Christ Superstar, regia di Norman Jewison
- 1975: L'inferno di cristallo (The Towering Inferno), regia di Irwin Allen
- 1976: Nashville, regia di Robert Altman
- 1977: Il maratoneta (Marathon Man), regia di John Schlesinger
- 1978: Incontri ravvicinati del terzo tipo (Close Encounters of the Third Kind), regia di Steven Spielberg
- 1979: L'albero dei desideri (Natvris khe), regia di Tengiz Abuladze

Anni 1980
- 1980
  - Kramer contro Kramer (Kramer vs. Kramer), regia di Robert Benton
- 1981
  - Non assegnato
- 1982
  - Mephisto, regia di István Szabó
  - Anni di piombo (Die bleierne Zeit), regia di Margarethe von Trotta
  - Reds, regia di Warren Beatty
- 1983
  - Gandhi, regia di Richard Attenborough
  - Yol, regia di Yilmaz Güney
  - Victor Victoria, regia di Blake Edwards
  - Missing - Scomparso (Missing), regia di Costa-Gavras
- 1984
  - Fanny e Alexander (Fanny och Alexander), regia di Ingmar Bergman
  - Voglia di tenerezza (Terms of Endearment), regia di James L. Brooks
  - Zelig, regia di Woody Allen
- 1985
  - Amadeus, regia di Miloš Forman
  - Urla del silenzio (The Killing Fields), regia di Roland Joffé
  - Paris, Texas, regia di Wim Wenders
- 1986
  - La mia Africa (Out of Africa), regia di Sydney Pollack
  - Another Time, Another Place - Una storia d'amore (Another time, Another place), regia di Michael Radford
  - Ran, regia di Akira Kurosawa
- 1987
  - Camera con vista (A Room with a View), regia di James Ivory
  - La storia ufficiale (La historia oficial), regia di Luis Puenzo
  - Mission (The Mission), regia di Roland Joffé
- 1988
  - Arrivederci ragazzi (Au revoir les enfants), regia di Louis Malle
  - The Dead - Gente di Dublino (The Dead), regia di John Huston
  - Full Metal Jacket, regia di Stanley Kubrick
- 1989
  - Rain Man - L'uomo della pioggia (Rain Man), regia di Barry Levinson
  - Mississippi Burning - Le radici dell'odio (Mississippi Burning), regia di Alan Parker
  - Donne sull'orlo di una crisi di nervi (Mujeres al borde de un ataque de nervios), regia di Pedro Almodóvar

Anni 1990
- 1990
  - L'attimo fuggente (Dead Poets Society), regia di Peter Weir
  - Crimini e misfatti (Crimes and Misdemeanors), regia di Woody Allen
  - Milou a maggio (Milou en mai), regia di Louis Malle
  - L'amico ritrovato (Reunion), regia di Jerry Schatzberg
  - La vita e niente altro (La vie et rien d'autre), regia di Bertrand Tavernier
- 1991
  - Cyrano de Bergerac, regia di Jean-Paul Rappeneau ex aequo Amleto (Hamlet), regia di Franco Zeffirelli
  - Balla coi lupi (Dances with Wolves), regia di Kevin Costner
  - Nikita, regia di Luc Besson
  - Quei bravi ragazzi (Goodfellas), regia di Martin Scorsese
- 1992
  - Lanterne rosse (Da hong deng long gao gao gua), regia di Zhang Yimou
  - Thelma & Louise, regia di Ridley Scott
  - Ombre e nebbia (Shadows and Fog), regia di Woody Allen
- 1993
  - Un cuore in inverno (Un coeur en hiver), regia di Claude Sautet
  - Casa Howard (Howards End), regia di James Ivory
  - La moglie del soldato (The Crying Game), regia di Neil Jordan
- 1994
  - Nel nome del padre (In the Name of the Father), regia di Jim Sheridan
  - Quel che resta del giorno (The Remains of the Day), regia di James Ivory
  - Schindler's List - La lista di Schindler, regia di Steven Spielberg
- 1995
  - Pulp Fiction, regia di Quentin Tarantino
  - Forrest Gump, regia di Robert Zemeckis
  - Sole ingannatore (Utomlyonnye solntsem), regia di Nikita Mikhalkov
- 1996
  - Nelly e Mr. Arnaud (Nelly et monsieur Arnaud), regia di Claude Sautet
  - La dea dell'amore (Mighty Aphrodite), regia di Woody Allen
  - Smoke, regia di Wayne Wang
- 1997
  - Ridicule, regia di Patrice Leconte (assegnato per il cinema francese)
- 1998
  - Full Monty - Squattrinati organizzati (The Full Monty), regia di Peter Cattaneo
  - Amistad, regia di Steven Spielberg
  - Il ladro (Vor), regia di Pavel Chukhray
- 1999
  - Train de vie - Un treno per vivere (Train de vie), regia di Radu Mihăileanu
  - Shakespeare in Love, regia di John Madden
  - Central do Brasil, regia di Walter Salles

Anni 2000
- 2000
  - Tutto su mia madre (Todo sobre mi madre), regia di Pedro Almodóvar
  - American Beauty, regia di Sam Mendes
  - East Is East, regia di Damien O'Donnell
- 2001
  - Il gusto degli altri (Le goût des autres), regia di Agnès Jaoui
  - Billy Elliot, regia di Stephen Daldry
  - Chocolat, regia di Lasse Hallström
  - In the Mood for Love (Huayang nianhua), regia di Wong Kar-wai
- 2002
  - L'uomo che non c'era (The Man Who Wasn't There), regia di Joel ed Ethan Coen
  - Il favoloso mondo di Amélie (Le fabuleux destin d'Amèlie Poulain), regia di Jean-Pierre Jeunet
  - No Man's Land (Ničija zemlja), regia di Danis Tanović
- 2003
  - Il pianista (The Pianist), regia di Roman Polański
  - Chicago, regia di Rob Marshall
  - Parla con lei (Hable con ella), regia di Pedro Almodóvar
  - The Hours, regia di Stephen Daldry
  - L'uomo del treno (L'homme du train), regia di Patrice Leconte
- 2004
  - Le invasioni barbariche (Les invasions barbares), regia di Denys Arcand
  - Big Fish - Le storie di una vita incredibile (Big Fish), regia di Tim Burton
  - Lost in Translation - L'amore tradotto (Lost in Translation), regia di Sofia Coppola
  - Master & Commander - Sfida ai confini del mare (Master and Commander: The Far Side of the World), regia di Peter Weir
  - Mystic River, regia di Clint Eastwood
- 2005
  - Million Dollar Baby, regia di Clint Eastwood
  - 2046, regia di Wong Kar-wai
  - Ferro 3 - La casa vuota (Binjip), regia di Kim Ki-duk
  - Hotel Rwanda, regia di Terry George
  - Ray, regia di Taylor Hackford
- 2006
  - Crash - Contatto fisico (Crash), regia di Paul Haggis
  - A History of Violence, regia di David Cronenberg
  - Good Night, and Good Luck., regia di George Clooney
  - I segreti di Brokeback Mountain (Brokeback Mountain), regia di Ang Lee
  - Il suo nome è Tsotsi (Tsotsi), regia di Gavin Hood
- 2007
  - Babel, regia di Alejandro González Iñárritu
  - Lettere da Iwo Jima (Letters from Iwo Jima), regia di Clint Eastwood
  - Little Miss Sunshine, regia di Jonathan Dayton e Valerie Faris
  - La ricerca della felicità (The Pursuit of Happyness), regia di Gabriele Muccino
  - The Departed - Il bene e il male (The Departed), regia di Martin Scorsese
- 2008
  - Non è un paese per vecchi (No Country for Old Men), regia di Joel ed Ethan Coen
  - Across the Universe, regia di Julie Taymor
  - Into the Wild - Nelle terre selvagge (Into the Wild), regia di Sean Penn
  - Nella valle di Elah (In the Valley of Elah), regia di Paul Haggis
  - Il petroliere (There Will Be Blood), regia di Paul Thomas Anderson
- 2009
  - Gran Torino, regia di Clint Eastwood
  - Milk, regia di Gus Van Sant
  - L'ospite inatteso (The Visitor), regia di Tom McCarthy
  - The Wrestler, regia di Darren Aronofsky
  - WALL•E, regia di Andrew Stanton

Anni 2010
- 2010
  - Bastardi senza gloria (Inglourious Basterds), regia di Quentin Tarantino
  - A Serious Man, regia di Joel ed Ethan Coen
  - Avatar, regia di James Cameron
  - Invictus - L'invincibile (Invictus), regia di Clint Eastwood
  - Tra le nuvole (Up in the Air), regia di Jason Reitman
- 2011
  - Hereafter, regia di Clint Eastwood
  - Il cigno nero (Black Swan), regia di Darren Aronofsky
  - Inception, regia di Christopher Nolan
  - La donna che canta (Incendies), regia di Denis Villeneuve
  - The Social Network, regia di David Fincher
- 2012
  - Una separazione (Jodāyi-e Nāder az Simin), regia di Asghar Farhadi
  - Drive, regia di Nicolas Winding Refn
  - Hugo Cabret (Hugo), regia di Martin Scorsese
  - Le idi di marzo (The Ides of March), regia di George Clooney
  - The Tree of Life, regia di Terrence Malick
- 2013
  - Django Unchained, regia di Quentin Tarantino
  - Argo, regia di Ben Affleck
  - Il lato positivo - Silver Linings Playbook (Silver Linings Playbook), regia di David O. Russell
  - Lincoln, regia di Steven Spielberg
  - Vita di Pi (Life of Pi), regia di Ang Lee
- 2014
  - Grand Budapest Hotel (The Grand Budapest Hotel), regia di Wes Anderson
  - 12 anni schiavo (12 Years a Slave), regia di Steve McQueen
  - American Hustle - L'apparenza inganna (American Hustle), regia di David O. Russell
  - Blue Jasmine, regia di Woody Allen
  - The Wolf of Wall Street, regia di Martin Scorsese
- 2015
  - Birdman, regia di Alejandro González Iñárritu
  - American Sniper, regia di Clint Eastwood
  - Boyhood, regia di Richard Linklater
  - Il sale della terra (The Salt of the Earth), regia di Wim Wenders
  - Mommy, regia di Xavier Dolan
- 2016
  - Il ponte delle spie (Bridge of Spies), regia di Steven Spielberg
  - Carol, regia di Todd Haynes
  - Il caso Spotlight (Spotlight), regia di Tom McCarthy
  - Inside Out, regia di Pete Docter
  - Remember, regia di Atom Egoyan
- 2017
  - Animali notturni (Nocturnal Animals), regia di Tom Ford
  - Captain Fantastic, regia di Matt Ross
  - Lion - La strada verso casa (Lion), regia di Garth Davis
  - Paterson, regia di Jim Jarmusch
  - Sully, regia di Clint Eastwood
- 2018
  - Dunkirk, regia di Christopher Nolan
  - La La Land, regia di Damien Chazelle
  - Manchester by the Sea, regia di Kenneth Lonergan
  - L'insulto (L'insulte), regia di Ziad Doueiri
  - Loveless (Neljubov'), regia di Andrej Zvjagincev
- 2019
  - Roma, regia di Alfonso Cuarón
  - Bohemian Rhapsody, regia di Bryan Singer
  - Cold War (Zimna wojna), regia di Paweł Pawlikowski
  - Il filo nascosto (Phantom Thread), regia di Paul Thomas Anderson
  - Tre manifesti a Ebbing, Missouri (Three Billboards Outside Ebbing, Missouri), regia di Martin McDonagh

Anni 2020
- 2020
  - Parasite (기생충, 寄生蟲, Gisaengchung), regia di Bong Joon-ho
  - C'era una volta a... Hollywood (Once Upon a Time in Hollywood), regia di Quentin Tarantino
  - Green Book, regia di Peter Farrelly
  - Joker, regia di Todd Phillips
  - L'ufficiale e la spia (J'accuse), regia di Roman Polański

- 2021
  - 1917, regia di Sam Mendes
  - I miserabili (Les Misérables), regia di Ladj Ly
  - Jojo Rabbit, regia di Taika Waititi
  - Richard Jewell, regia di Clint Eastwood
  - Sorry We Missed You, regia di Ken Loach

- 2022
  - Belfast, regia di Kenneth Branagh
  - Don't Look Up, regia di Adam McKay
  - Drive My Car, regia di Ryūsuke Hamaguchi
  - Dune, regia di Denis Villeneuve
  - Il potere del cane, regia di Jane Campion

- 2023[2]
  - The Fabelmans, regia di Steven Spielberg
  - Bones and All, regia di Luca Guadagnino
  - Elvis, regia di Baz Luhrmann
  - Licorice Pizza, regia di Paul Thomas Anderson
  - Triangle of Sadness, regia di Ruben Östlund

- 2024
  - Anatomia di una caduta, regia di Justine Triet
  - As bestas, regia di Rodrigo Sorogoyen
  - Foglie al vento, regia di Aki Kaurismäki
  - Killers of the Flower Moon, regia di Martin Scorsese
  - Oppenheimer, regia di Christopher Nolan

- 2025
  - Anora, regia di Sean Baker[3]
  - Conclave, regia di Edward Berger
  - Giurato numero 2, regia di Clint Eastwood
  - La zona d'interesse, regia di Jonathan Glazer
  - Perfect Days, regia di Wim Wenders